# 东京女子高等师范学校
东京女子高等师范学校（日语：／*/?）是一所日本旧制师范学校，位于东京都神田區。

## 历史
1873年11月，文部省御雇外国人建议仿造欧美主张对妇女进行培训，1874年1月获得审批，同年11月正式建立，最初名为东京女子师范学校，1886年改为东京女子高等师范学校，1949年后后合并到御茶水女子大学。

## 历代校长
东京女子师范学校长
- 校長：小杉恒太郎（1874年4月14日-1875年11月18日）（兼任）
- 摂理：中村正直（1875年11月18日-1880年6月7日）
- 摂理：福羽美静（1880年6月7日-1881年7月6日）
- 校長：那珂通世（1881年7月6日-1885年8月）

（东京）女子高等师范学校长
- 初代：中村正直（1890年3月26日-1891年6月7日死去）
1891年6月8日-8月10日：村岡範為馳が校長心得。
1891年8月10日-16日：中川謙二郎が校長心得。
- 第2代：细川润次郎（1891年8月16日-1894年3月7日）
1893年9月9日-1894年3月7日：兼任。
- 第3代：秋月新太郎（1894年3月7日-1897年11月9日）
- 第4代：高岭秀夫（1897年11月19日-1910年2月22日死去）
1908年4月1日以后、东京女子高等师范学校长。
1910年2月23日〜1910年3月4日：饭盛挺造代理。
- 第5代：中川谦二郎（1910年3月4日-1917年6月11日）
- 第6代：汤原元一（1917年6月11日-1921年11月9日）
- 第7代：茨木清次郎（1921年11月9日-1927年2月25日）
- 第8代：吉冈乡甫（1927年2月28日-1935年4月2日）
- 第9代：下村寿一（1935年4月2日-1945年1月25日?）
- 第10代：藤本万治（1945年1月25日-1949年5月31日）
- 第11代：野口明（1949年5月31日-1952年3月31日）

## 画廊

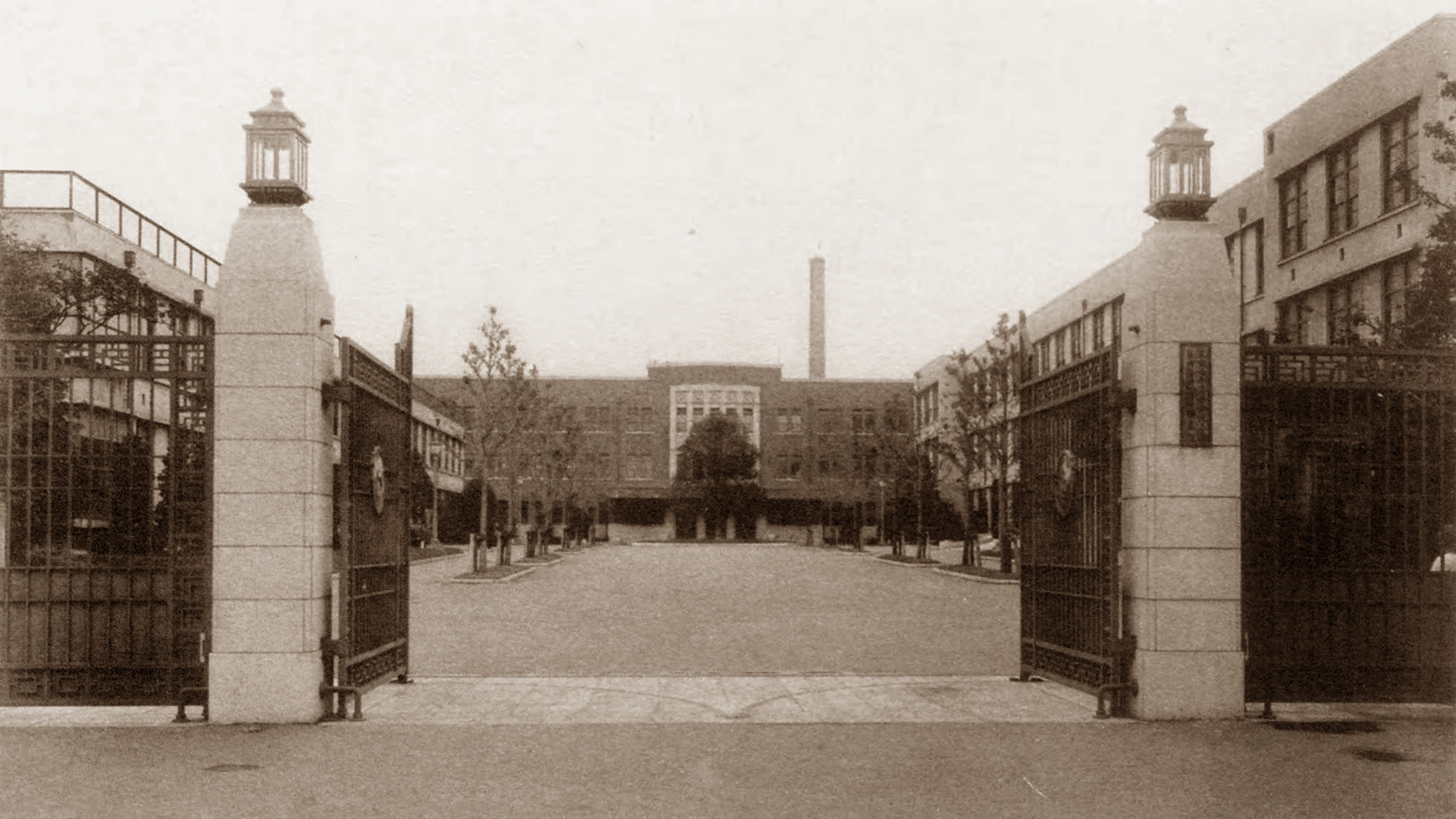
大门
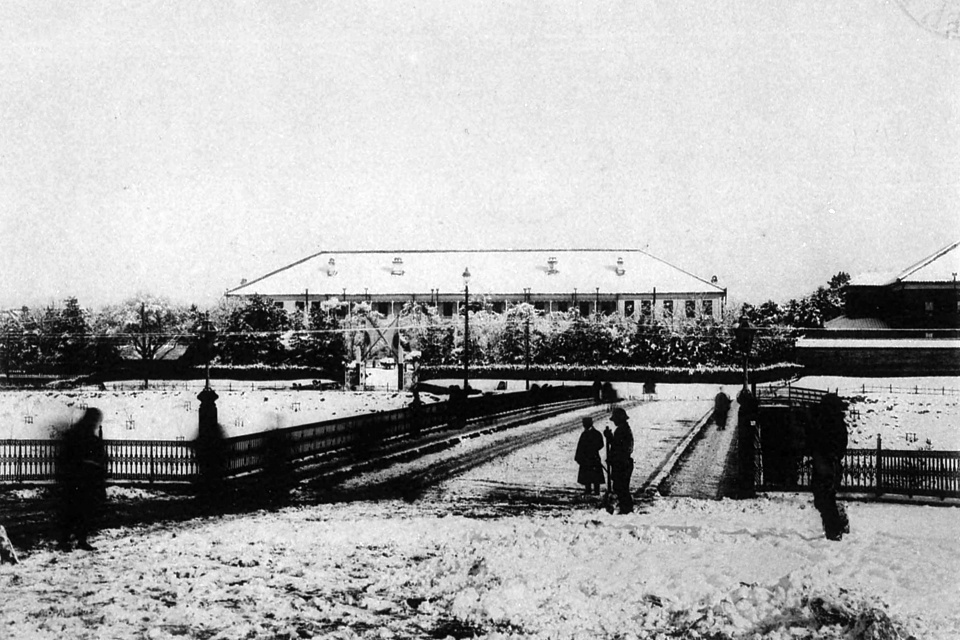
校园
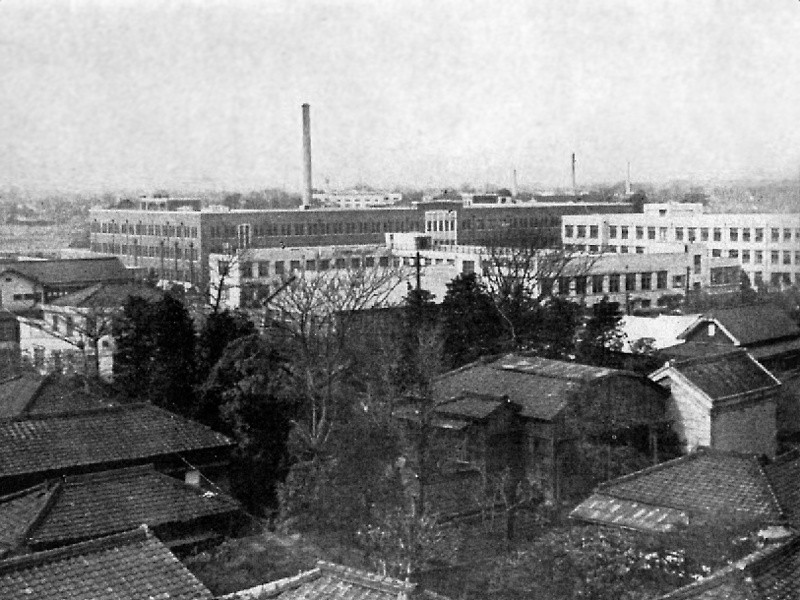
校园
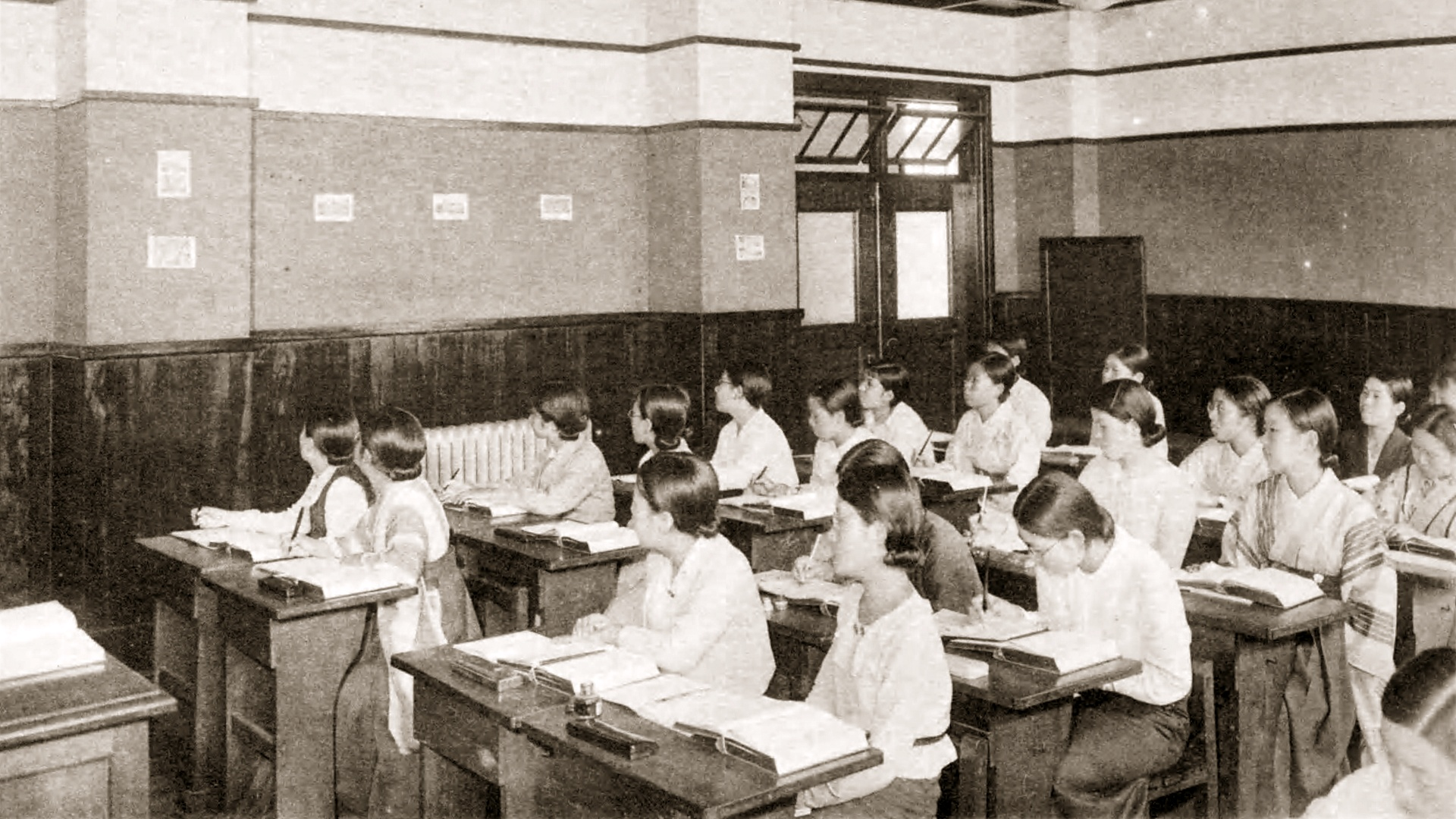
教室
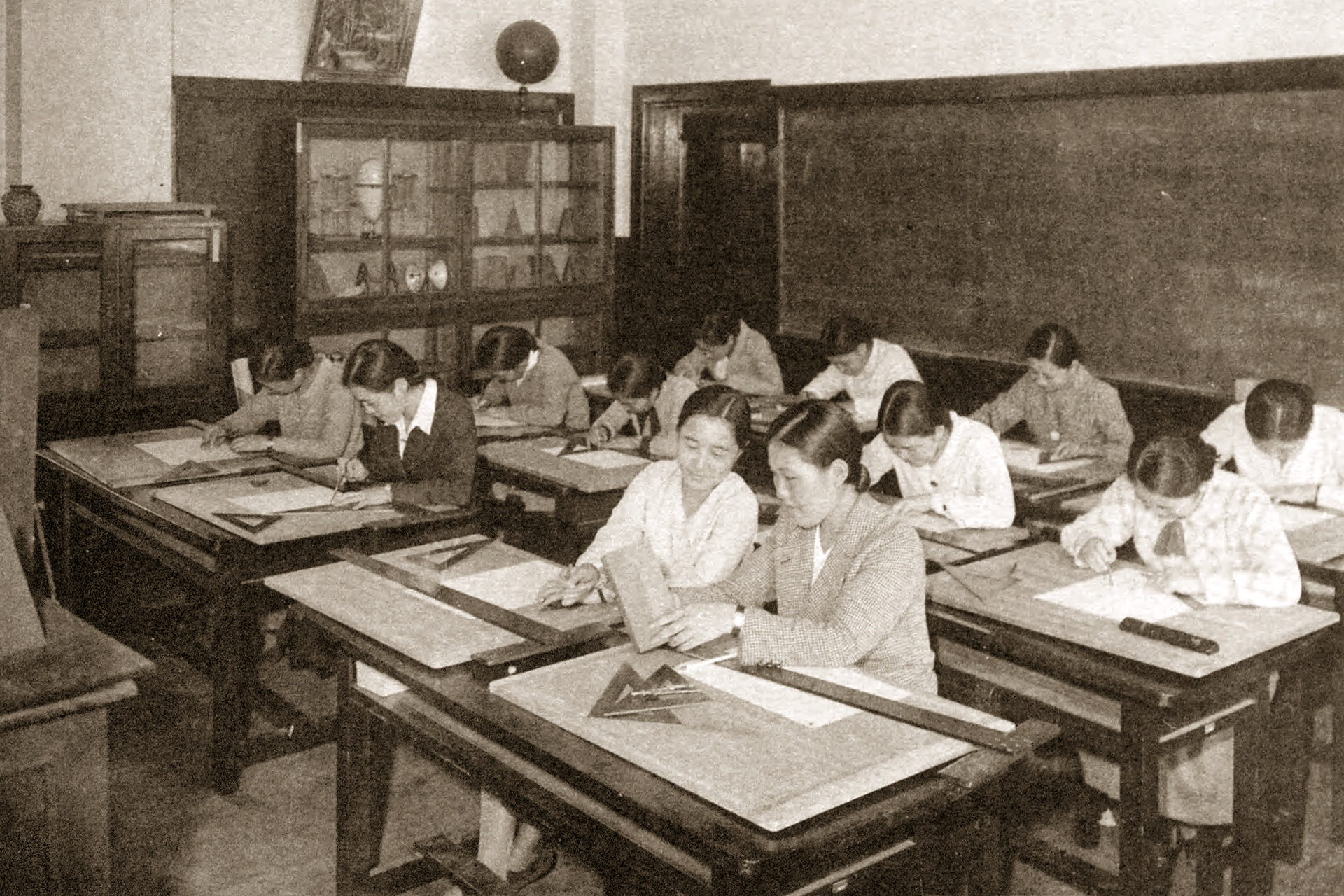
教室